# Château de la Sandre
Pour les articles homonymes, voir Sandre.
Le château de la Sandre est un château français situé sur la commune du Change en Dordogne, et plus précisément dans le Périgord blanc. Ses façades et toitures sont inscrites au titre des  monuments historiques par arrêté du 23 avril 1965.

## Le château
La tour carrée à mâchicoulis sur corbeaux, est le seul reste du château construit au XIIIe siècle. Au XVe siècle deux nouveaux bâtiments en retour d’équerre viennent s'accoler à la tour, le premier contient sur la façade plusieurs fenêtres à meneaux. Une bretèche sur corbeaux surplombe la porte d'entrée (XVe siècle) du château. Cette porte est surmontée d'un blason. Le château ne se visite pas.

## Galerie

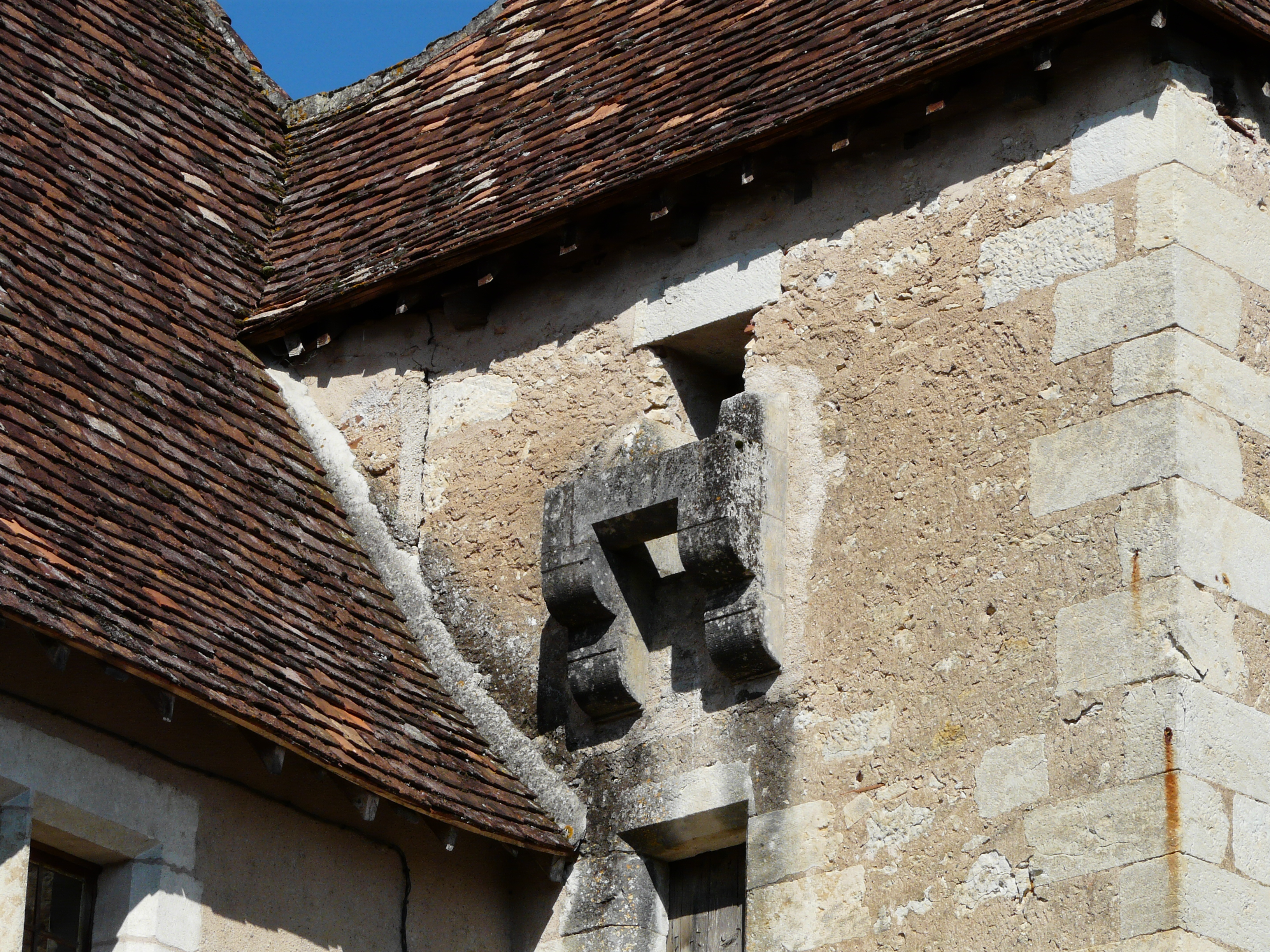
Bretèche sur corbeaux
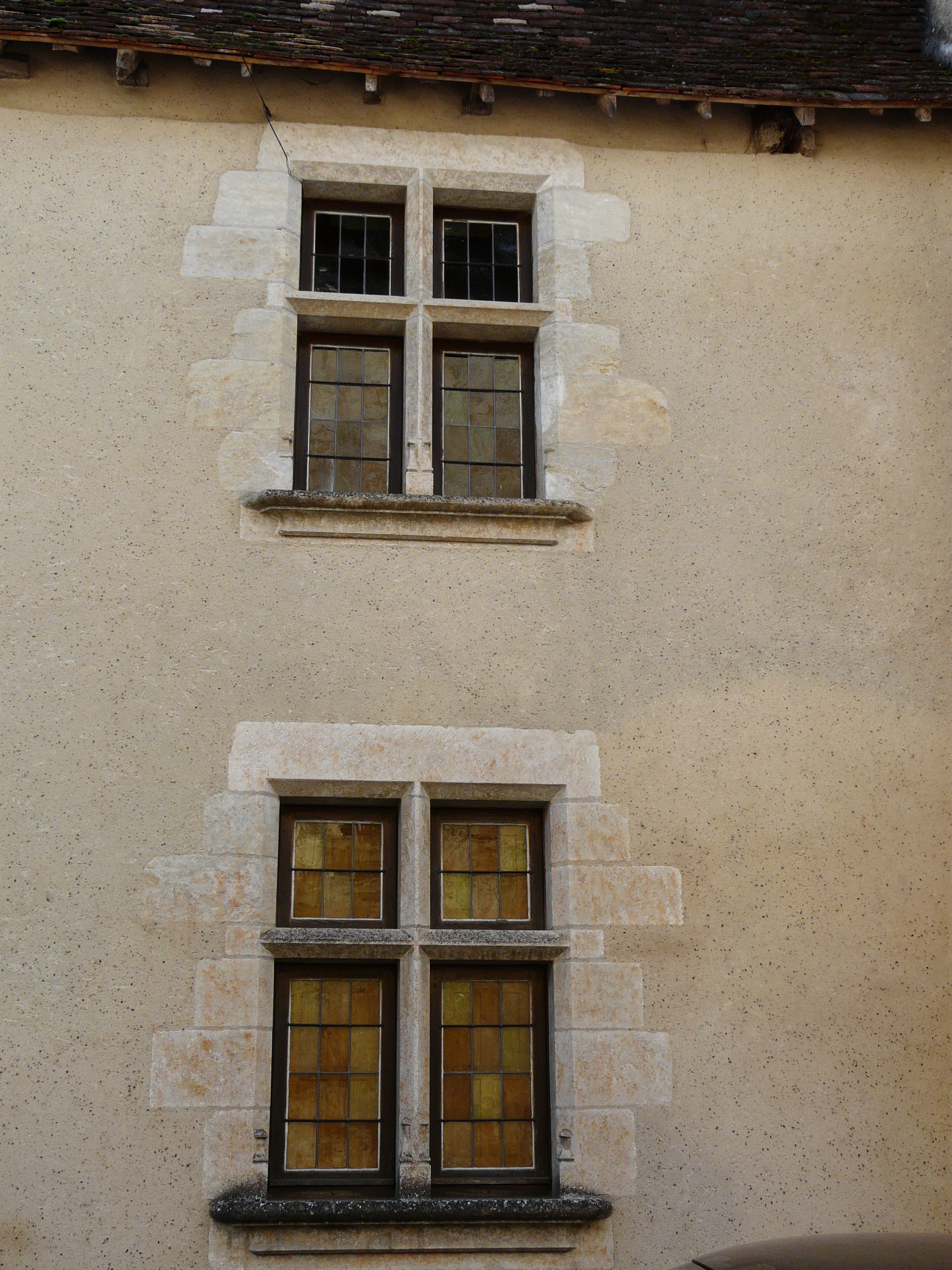
Fenêtres à meneaux
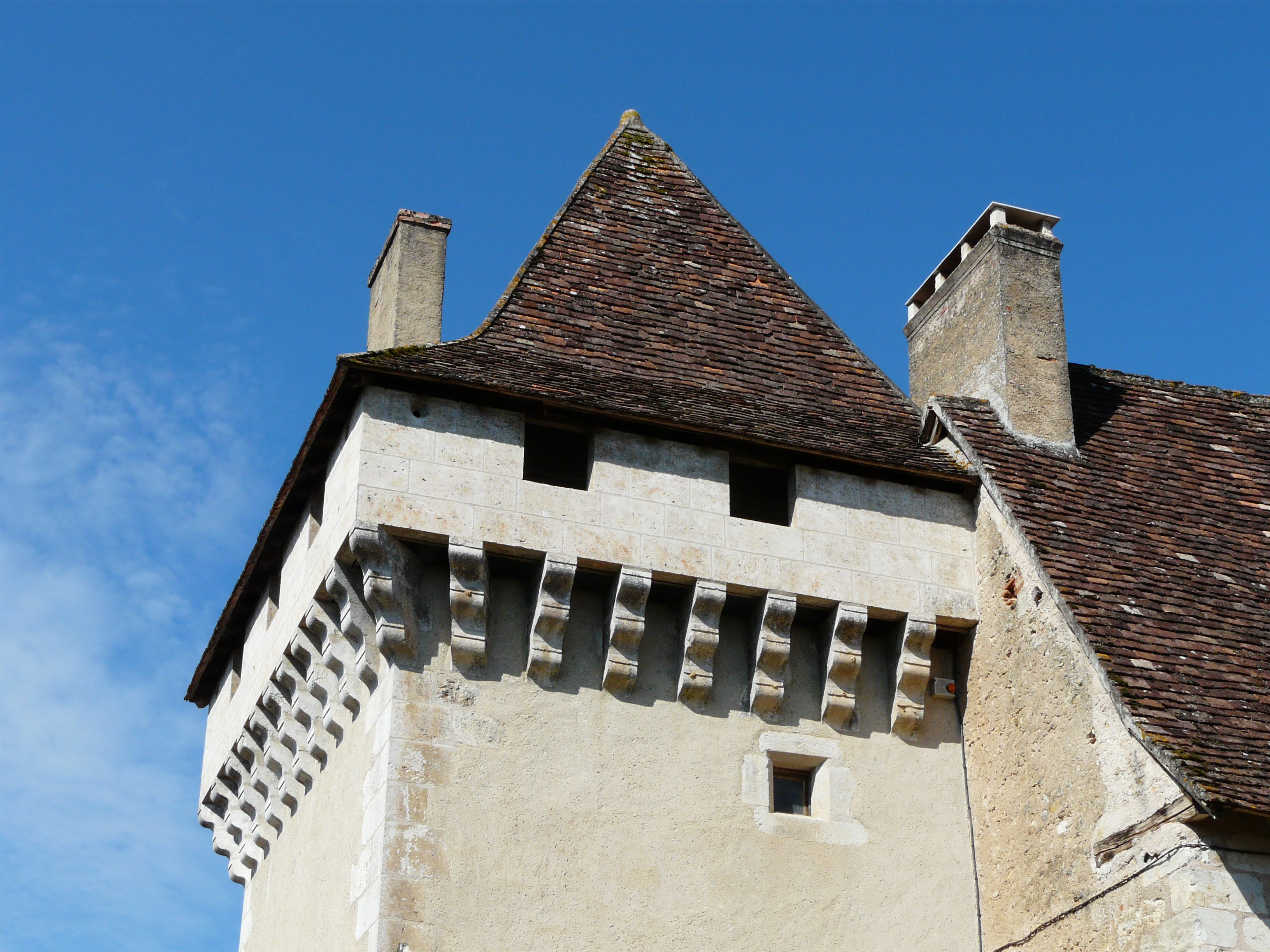
Mâchicoulis sur corbeaux de la tour
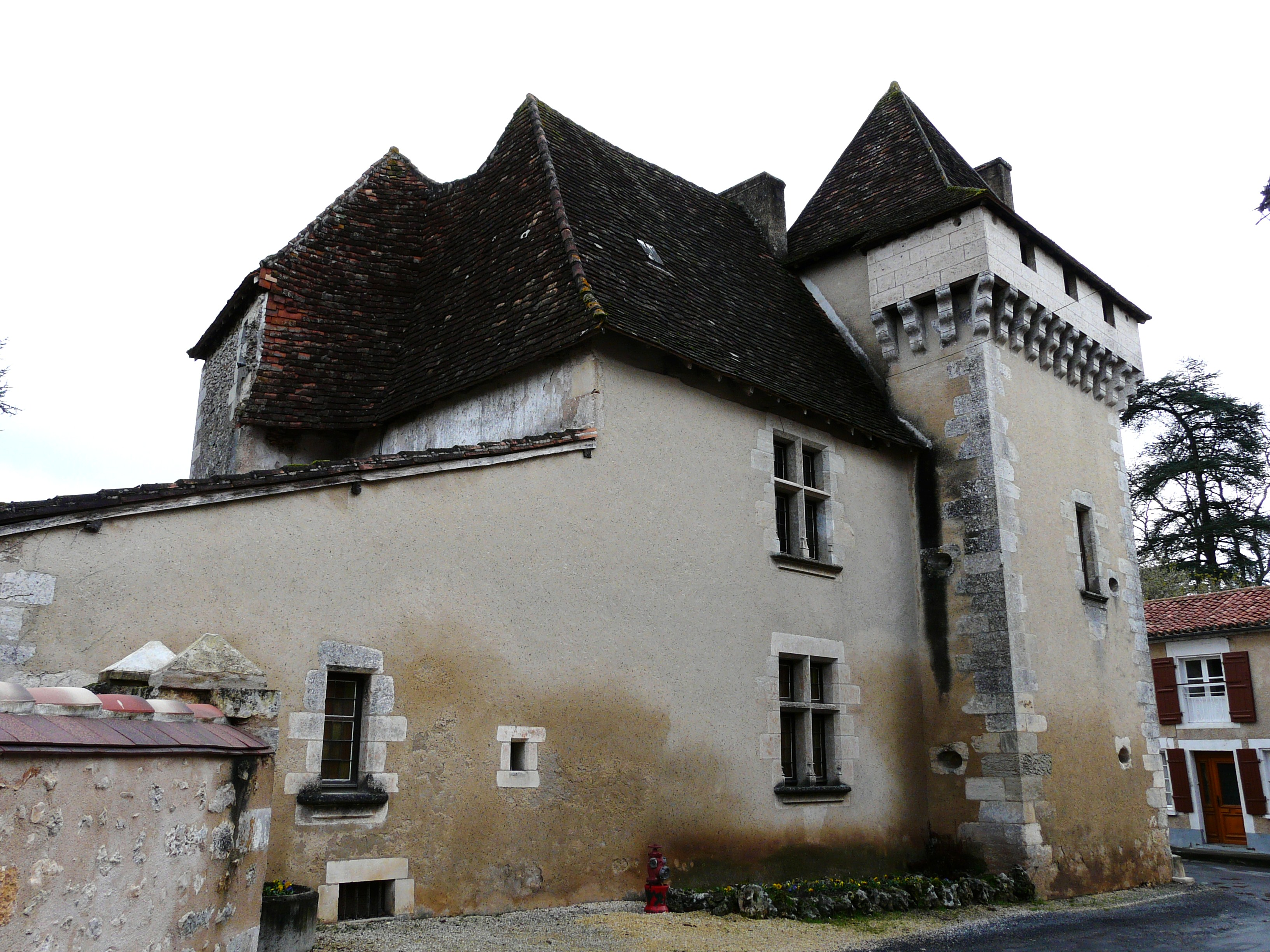
Façade sud